# Жинчица
Жинчица (словац. Žinčica, пол. Żętyca, укр. Жентиця, вероятно происходит от рум. Jintiţă) — популярный молочный напиток в Словакии, на востоке Чехии, у польских карпатских гуралей, гуцулов, субпродукт при производстве брынзы и оштьепков. Жинчица представляет собой сыворотку из овечьего молока со следами сыра. Пьётся горячая и охлаждённая. Считается, что жинчица полезна для здоровья.
Слово происходит от румынского «jîntița» — напитка, который носят пастухи Влахов вместо воды. 